# Гоїнг-ам-Вільден-Кайзер
Гоїнг-ам-Вільден-Кайзер (нім. Going am Wilden Kaiser) — містечко й громада округу Кіцбюель у землі Тіроль, Австрія.
Гоїнг-ам-Вільден-Кайзер лежить на висоті  772 над рівнем моря і займає площу  20,58 км². Громада налічує 1866 мешканців. 
Густота населення 91/км².  
Гоїнг-ам-Вільден-Кайзер лежить між Кіцбюельськими Альпами та хребтом Вільден-Кайзер. Громада складається з невеличких населених пунктів.  
|                                                  |
| Гоїнг-ам-Вільден-Кайзер на мапі округу та землі. |

```
Адреса управління громади: Kirchplatz 1a, 6353 Going am Wilden Kaiser. 
```

## Демографія
Історична динаміка населення міста за даними сайту Statistik Austria